# Рульсторф
Рульсторф (нім. Rullstorf) — громада в Німеччині, розташована в землі Нижня Саксонія. Входить до складу району Люнебург. Складова частина об'єднання громад Шарнебек.
Площа — 22,82 км2. Населення становить 1884 ос. (станом на 31 грудня 2021).